# Iochpe-Maxion
A Iochpe-Maxion é uma multinacional brasileira, líder mundial na produção de rodas automotivas e um dos principais produtores de componentes estruturais automotivos nas Américas.
A empresa opera a Maxion Wheels e Maxion Structural Components no setor automotivo e a AmstedMaxion no setor ferroviário e é responsável por produzir cerca de 50 milhões de rodas por ano. Cerca de 75% de sua receita é concentrada em dez clientes, sendo as alemãs Daimler Truck e Traton seus maiores clientes, sendo responsáveis por mais de 10% de sua receita líquida.
Atualmente, a empresa opera 33 unidades industriais e conta com mais de 17 mil funcionários localizados em 14 países.

## História
A origem da Companhia data de 1918, ano de início das atividades, no ramo madeireiro, no Estado do Rio Grande do Sul. O atual Grupo Iochpe começou com Salomão Ioschpe, em Marcelino Ramos. Em 1937, ele convidou seu irmão mais velho, Israel Ioschpe para trabalhar junto com ele. Posteriormente entraram na empresa, os seus tios: Isaac e Miguel. Ao longo do tempo, as atividades foram diversificadas para o setor financeiro e, subsequentemente, para o setor industrial.
No final de 1977 se estabeleceu como uma das acionistas da Edisa, uma das três empresas a ter autorização do Estado para fabricar minicomputadores no Brasil. Em 1986, constituiu duas empresas em associação com a Hewlett Packard (HP), a Thesis Informática e a Hewlett Packard do Brasil, e entre 1989 e 1990 reorganizou sua parceria na informática com a HP em uma única empresa, a Edisa Informática.
A partir da década de 90, a empresa passou a concentrar sua atuação nos segmentos de autopeças e equipamentos ferroviários, alienando grande parte dos ativos e participações que não eram ligados a esses segmentos. Em 1998, iniciou-se um processo de reestruturação operacional e definição do portfólio de negócios.
No início dos anos 2000, cinquenta por cento do negócio de equipamentos ferroviários foi alienado para a companhia norte americana Amsted Industries, o que originou a formação da joint venture AmstedMaxion. Concluído o processo de reestruturação operacional iniciado em 1998, a companhia passou a conduzir seus negócios por meio de duas empresas, a controlada AmstedMaxion no segmento ferroviário, e a Maxion Sistemas Automotivos com duas divisões, rodas e chassis e componentes automotivos.
Em janeiro de 2008, as ações preferenciais foram convertidas em ações ordinárias com o objetivo de ingresso no Novo Mercado da BM&FBOVESPA.
Em agosto de 2009, adquiriu os negócios de rodas da ArvinMeritor no Brasil, México e Estados Unidos, os quais passaram a ser denominados Divisão Fumagalli.
Em dezembro de 2010, visando aumentar sua capacidade de produção no México, adquiriu os ativos relacionados aos negócios de rodas da Nugar, empresa mexicana controlada do grupo CIE Automotive.
No início de 2012, foi concluído o processo de aquisição do Grupo Galaz, grupo mexicano fabricante de longarinas de aço para veículos comerciais e da Hayes Lemmerz empresa norte-americana fabricante de rodas automotivas, de aço e de alumínio para veículos leves e de aço, para veículos comerciais.

## Divisões
A Maxion Wheels fabrica e comercializa uma ampla gama de rodas de aço para veículos leves e comerciais e máquinas agrícolas, além de rodas de alumínio para veículos leves.
A Maxion Structural Components produz principalmente longarinas, barras transversais e chassis para veículos comerciais e conjuntos estruturais para veículos leves.

A coligada AmstedMaxion produz vagões de carga, rodas e peças fundidas ferroviárias e industriais para o setor ferroviário.